# El tiempo es veloz
El tiempo es veloz es el tercer álbum solista de David Lebón, lanzado en 1982 por SG - Interdisc. 
Luego de la separación de Serú Girán, Lebón trabajaría en un nuevo disco como solista (su anterior incursión solista había sido "Nayla", de 1980).
Con la excepción de tres participaciones de Diego Rapoport en teclados, el disco fue íntegramente grabado por Lebón, en una muestra de su capacidad como multiinstrumentista, haciéndose cargo de la guitarra, el bajo, la batería, los teclados e instrumentos adicionales como la cítara y las tumbadoras, además de cantar.
El LP fue gestado en una época convulsa en Argentina, en tiempos de la Guerra de las Malvinas, y fue el comienzo de su definitiva etapa como solista, la ilustración de tapa (llamada "los Héctors") fue creada por el "Flaco" Spinetta. 
"El tiempo es veloz" es uno de los mejores y más conocidos discos de Lebón, aunque fue editado en CD recién en 2004, por Universal Music Argentina, propietaria del catálogo de la desaparecida Interdisc. 
El tema "El tiempo es veloz" fue grabado por Mercedes Sosa a mediados de los 90.

## El tiempo es veloz (letra)
El tiempo es veloz, tu vida esencial
el cuerpo es mis manos me ayudan a estar contigo,
quizás nadie entienda
vos me tratás como sí fuera algo más que un ser.
Te acuerdas de ayer, era tan normal
la vida era vida y el amor no era paz, que extraño,
ahora me siento diferente
pienso que todavía quedan tantas cosas para dar.
No ves que poco va
todo creciendo hacia arriba
y el sol siempre saldrá
mientras que alguien le queden ganas de amar.
Perdona mi amor por tanto hablar
es que quiero ayudar al mundo cambiar, que loco,
si realmente se pudiera y todo el mundo
se pusiera alguna vez a realizar.
No ves que poco va
todo creciendo hacia arriba
y el sol siempre saldrá
mientras que alguien le queden ganas de amar.

## Lista de temas
- Autor David Lebón, salvo el indicado.

Lado A
1. No confíes en tu suerte
2. No hay más temor
3. Sin vos voy a estallar
4. Oye, mira, ve
5. Aire selvático

Lado B
1. Tiempo sin sueños
2. No seas dura
3. Oh Dios, qué puedo hacer (Lebón-García)
4. Desechos magnéticos
5. El tiempo es veloz

## Músicos
- David Lebón - guitarras, bajo, bajo Moog, batería, percusión, congas, piano, sitar, Opus 3 Dr. Rhythm, Oberheim y voz.
- Diego Rapoport - piano y Oberheim en A4, B2 y B5.